# Aphonoides cinereus
Aphonoides cinereus är en insektsart som först beskrevs av Wilhem de Haan 1842.  Aphonoides cinereus ingår i släktet Aphonoides och familjen syrsor. Inga underarter finns listade i Catalogue of Life.